# Vinjerac
Vinjerac (dt. Wineratz) ist ein kleiner Fischerort in Kroatien, rund 30 km nordöstlich von Zadar in der Region Norddalmatien. Die deutsche Bezeichnung des Ortes lautet Kastelwenier, die italienische Castel Venier.
Der Ort liegt unterhalb des Küstengebirges Velebit und der Autobahn Zadar-Zagreb an der Adria. Der Name leitet sich von der venezianischen Adelsfamilie der Venier ab. Seit dem Jahr 1409 ist das Eigentum der Familie Venier an dem Ort urkundlich belegt.